# Pougne-Hérisson
Pougne-Hérisson is een gemeente in het Franse departement Deux-Sèvres (regio Nouvelle-Aquitaine) en telt 356 inwoners (1999). De plaats maakt deel uit van het arrondissement Parthenay.

## Geografie
De oppervlakte van Pougne-Hérisson bedraagt 11,9 km², de bevolkingsdichtheid is 29,9 inwoners per km².
De onderstaande kaart toont de ligging van Pougne-Hérisson met de belangrijkste infrastructuur en aangrenzende gemeenten.

## Demografie
Onderstaande figuur toont het verloop van het inwonertal (bron: INSEE-tellingen).